# Nick Eason
Nick Eason (født 29. maj 1980) er en tidligere professionel amerikansk fodbold-spiller fra USA, der spillede ti år i NFL. Han spiller positionen defensive tackle. Gennem sin karriere var han tilknyttet Pittsburgh Steelers, Arizona Cardinals, Denver Broncos og Cleveland Browns.